# China-Southwest-Airlines-Flug 4509
Am 24. Februar 1999 verunglückte eine Tupolew Tu-154 der China Southwest Airlines auf dem Inlandslinienflug China-Southwest-Airlines-Flug 4509 (Flugnummer IATA: SZ4509, ICAO: CXN4509, Funkrufzeichen: CHINA SOUTHWEST 4509) von Chengdu nach Wenzhou, wobei alle 61 Insassen starben.

## Maschine
Das Flugzeug war eine 9 Jahre alte Tupolew Tu-154M mit der Werknummer 90A-846. Die Maschine wurde im April 1990 neu an die China Southwest Airlines ausgeliefert und von dieser seitdem mit dem Luftfahrzeugkennzeichen B-2622 betrieben. Das dreistrahlige Mittelstreckenflugzeug war mit drei Mantelstromtriebwerken des Typs Solowjow D-30KU-154-II ausgestattet. Bis zum Zeitpunkt des Unfalls hatte die Maschine eine Gesamtbetriebsleistung von 14.135 Betriebsstunden absolviert, auf die 7.748 Flugzyklen (=Starts und Landungen) entfielen.

## Insassen
Den Inlandslinienflug von Chengdu nach Wenzhou hatten 50 Passagiere angetreten. Es befand sich eine elfköpfige Besatzung an Bord, diese bestand aus dem 36-jährigen Flugkapitän Yao Fuchen (姚福臣), dem 28-jährigen Ersten Offizier Xue Mao (薛冒), dem 50-jährigen Flugingenieur Lan Zhangfeng (郎占锋), dem 46-jährigen Navigator Guo Shuming (郭树铭) sowie 7 Flugbegleitern.

## Unfallhergang
Die Tu-154 hob pünktlich um 14:35 Uhr Ortszeit ab und stieg auf eine Reiseflughöhe von 11.400 m. Um 16:00 Uhr überflog sie die Stadt Dexing auf 9.400 m und um 16:05 die Stadt Shangrao auf 7.800 m. Dazwischen fiel den Piloten um 16:02 Uhr in einer Flughöhe von 9.000 Metern auf, dass sich die Steuersäule zu weit vorne befand. Das Problem mit der Steuerung verwirrte die Piloten, insbesondere, als sich um 16:26 Uhr die Steuersäule völlig nach vorne ausgerichtet hatte. Die Maschine befand sich dennoch in einer horizontalen Fluglage, jedoch äußerte der Flugkapitän, dass sich die Steuerung so anfühle, als sei sie (teilweise) außer Betrieb. Um 16:29 Uhr erhielten die Piloten die Freigabe zum Sinkflug von 1.200 auf 700 Meter. Um 16:29:51 Uhr wurde in einer Höhe von 1.200 m das Fahrwerk für die Landung ausgefahren und in 1.000 Metern Höhe die Auftriebshilfen. Als die Auftriebshilfen in die erste Stufe ausgefahren wurden, ertönte im Cockpit ein Warnton für den Anstellwinkel. Im nächsten Augenblick kam es zu einem Strömungsabriss und die Maschine geriet in einen plötzlichen Sturzflug. Sie schlug um 16:34 Uhr in einem Feld bei Rui’an auf. Bei dem Aufprall wurde die Maschine völlig zerstört und alle 61 Insassen kamen ums Leben. Es entstand ein Krater von 60 mal 30 Meter. Mehrere Landwirte am Boden wurden durch umherfliegende Wrackteile verletzt.

## Ursache
Bei der Unfalluntersuchung wurde festgestellt, dass an der Sicherungsmutter des Höhenrudermechanismus ein Splint nicht installiert gewesen war, was dem Wartungsinspektor nicht aufgefallen war. Die Sicherungsmutter löste sich daraufhin im Flug, was dazu führte, dass das Höhenruder nicht mehr kontrollierbar war. In der Folge wurde ein Sturzflug ausgelöst, der sich durch die Besatzung nicht mehr abfangen ließ.